# Bromus kopetdagensis
Bromus kopetdagensis är en gräsart som beskrevs av Vasiliĭ Petrovich Drobow. Bromus kopetdagensis ingår i släktet lostor, och familjen gräs. Inga underarter finns listade i Catalogue of Life.